# 麦克斯·布鲁克斯
麦克斯·布鲁克斯（Max Brooks，1972年5月22日—）是一位美国作家、编剧和男演员。他是喜剧制作人梅尔·布鲁克斯和女演员安妮·班克罗夫特之子。他主要写作恐怖和幽默故事。

## 早年
布鲁克斯生于纽约市的一个犹太人演艺之家。曾在加州的普利策学院短暂学习历史，后来退学。并在University of the Virgin Islands学习过一个学期。1994年毕业于首都华盛顿特区的美利坚大学。

## 事业
2001年到2003年，他是喜剧综艺节目《周六夜现场》的编剧团队成员。
2003年发表首部书籍《打鬼戰士1：世界末日求生指南》。2006年发表《打鬼戰士II：檔案Z》，该书后来改拍成电影《末日之戰》。

## 个人生活

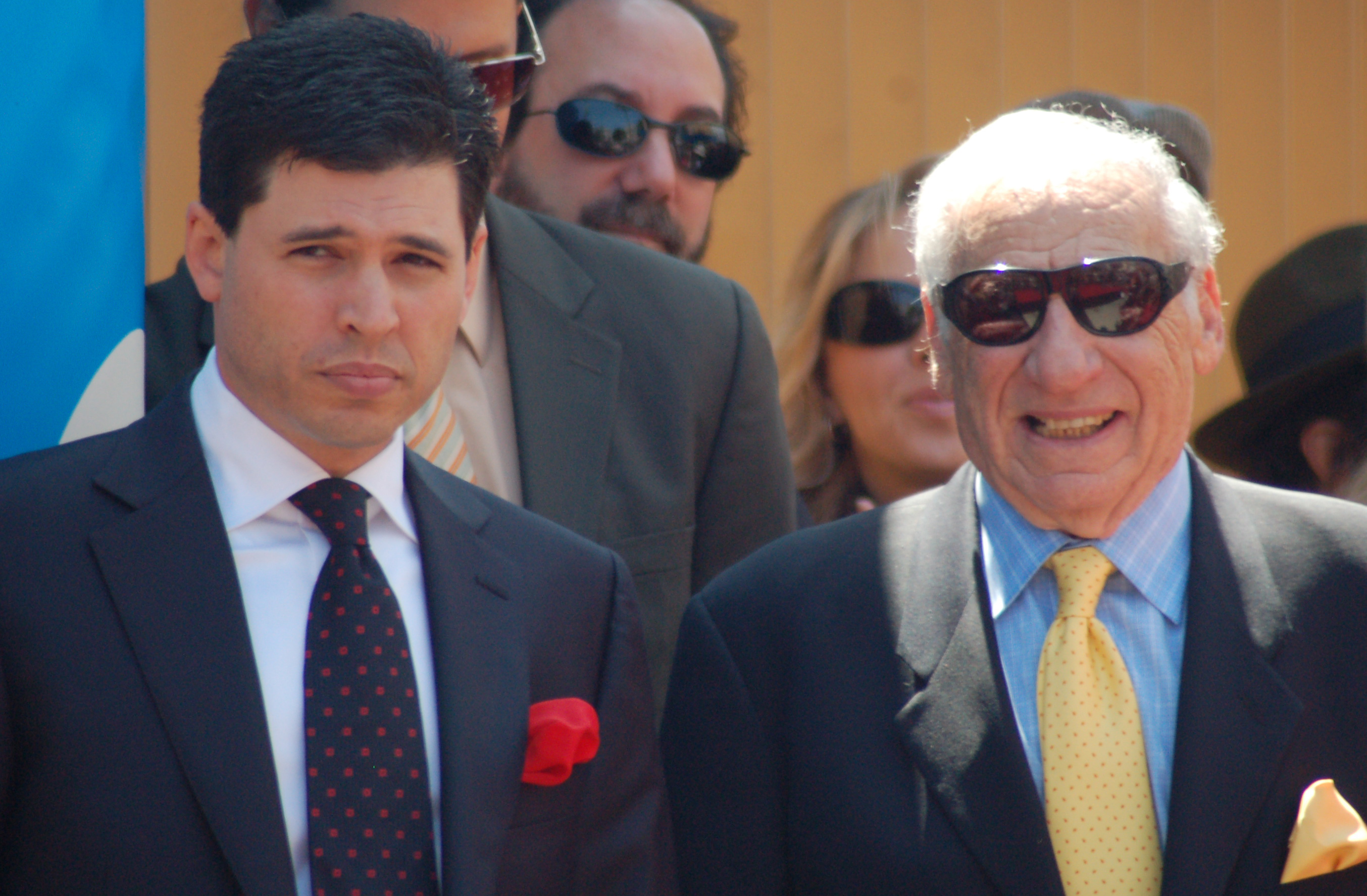
2010年4月，他与父亲Mel Brooks在一起

2003年他与 Michelle Kholos 结婚，两人育有一个儿子 (2005年)，一家人居住在加州洛杉矶的威尼斯。